# Мванза (громада)
Мва́нза (англ. Mwanza) — традиційна громада у складі дистрикту Саліма Центрального регіону Малаві.
Населення — 25827 осіб (2018).